# カサ・ビセンス
カサ・ビセンスはスペインのバルセロナにある、アントニ・ガウディが初期に手がけた重要な建築物の1つ。レンガやタイル工場の社長であったマヌエル・ビセンスとその家族の住居として建設された。マヌエル・ビセンスは1895年に死去、1899年にはアントニオ・ジョベル医師の手に渡った（この人物は2013年現在の所有者の祖父）。改修および増築を経て、1969年にスペインの歴史芸術モニュメントに認定された。2005年にはユネスコの世界遺産に登録された。
1883年から1885年または1889年にかけて建設され、バルセロナのグラシア地区に現存している。このガウディの初期作品の外観はムデハル様式の影響を受けている。
2007年10月、2700万ユーロで売りに出された。2014年3月27日、モラバンクがカサ・ビセンスを購入し、2017年11月に一般公開した。

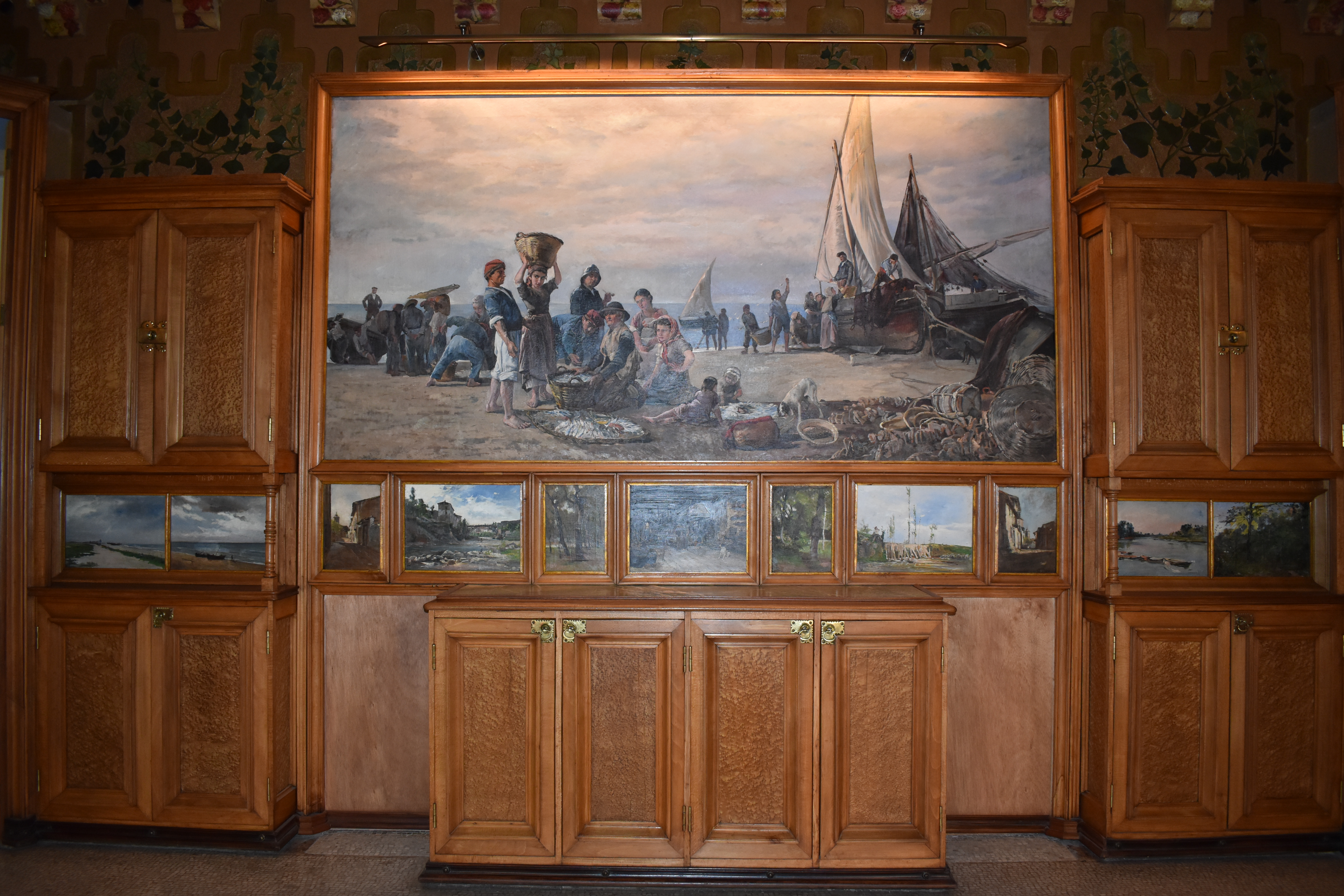
食堂

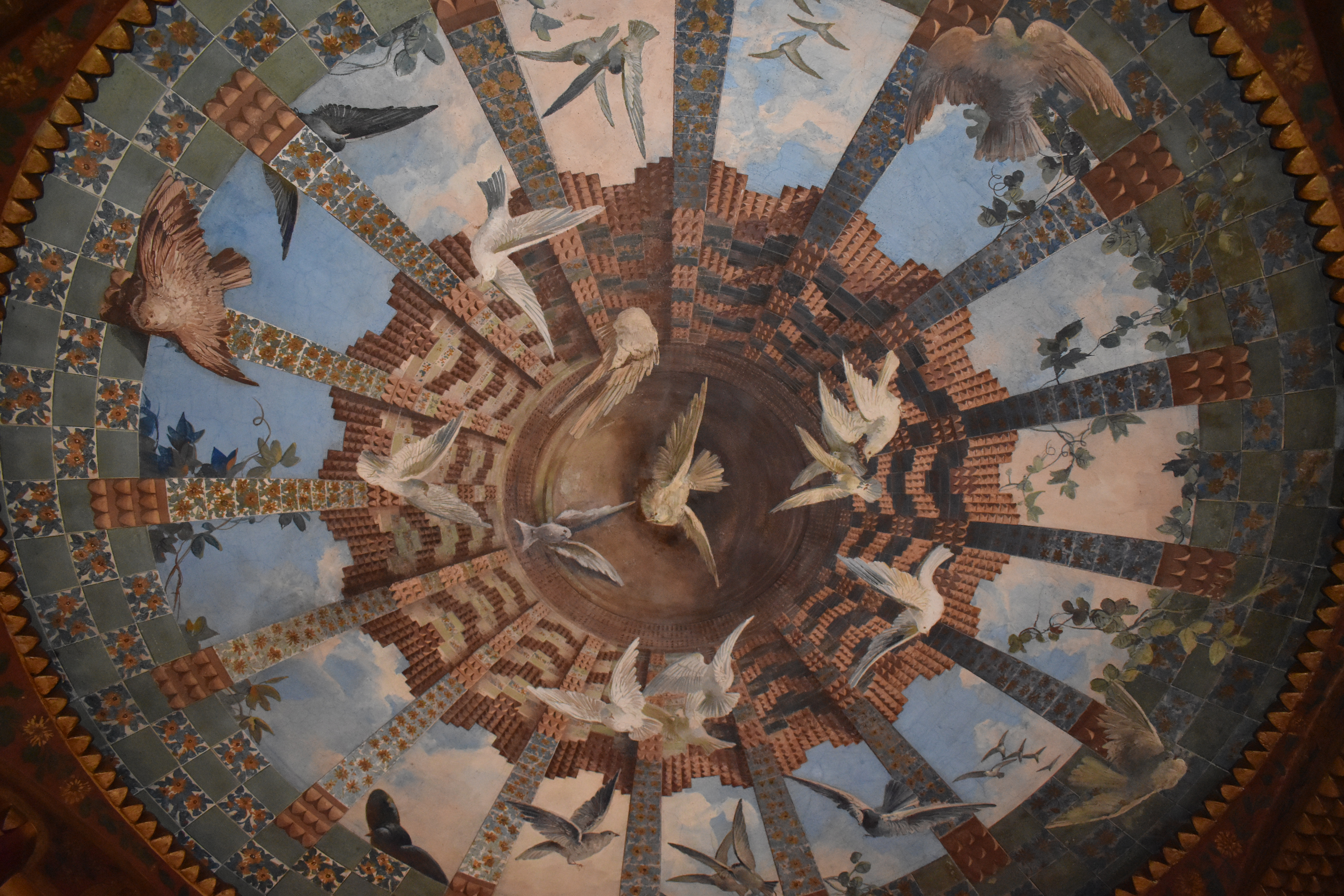
居間天井

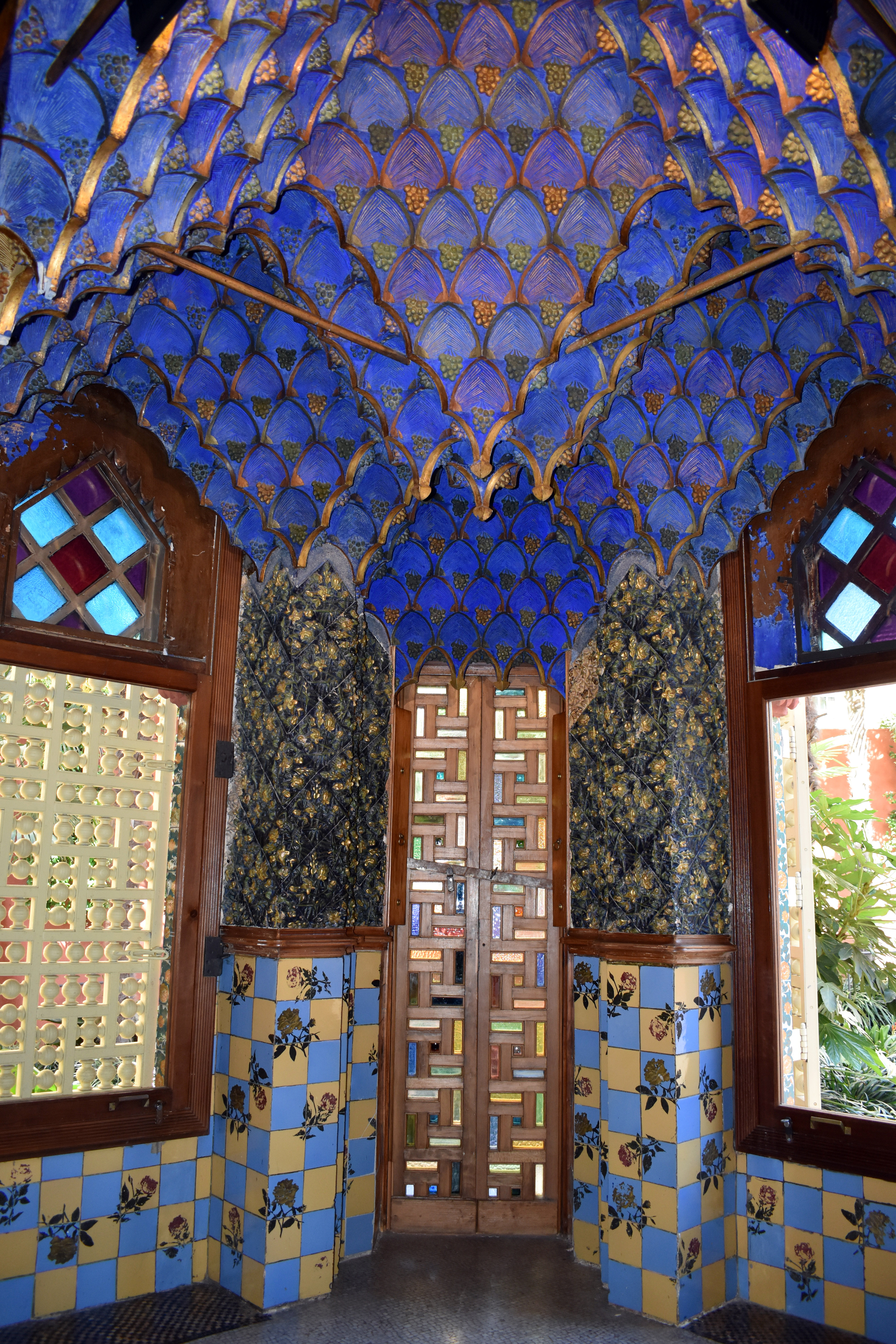
喫煙室

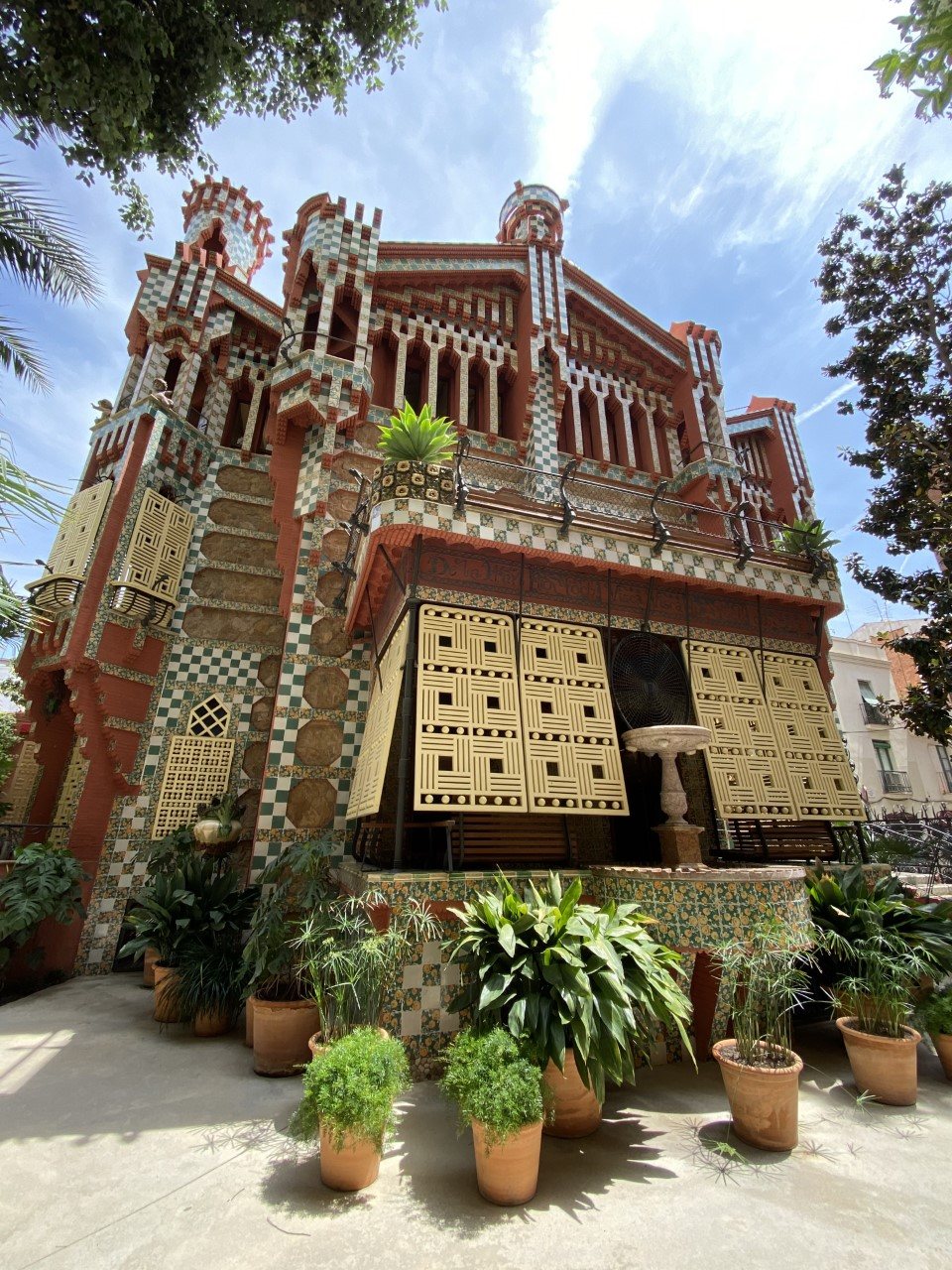
庭園側